# ダニー・リンチ
"デンジャラス" ダニー・リンチ（"Dangerous" Danny Lynch、本名：Daniel Lynch、1939年1月9日 - 2007年5月29日）は、イギリス・ヨークシャー出身のプロレスラー。出身地はマンチェスターともされる。
英国マット界では異色のラフファイターであり、風貌も当初は金髪を短く刈り込んだGIカットだったが、後にスキンヘッドに辮髪・口髭を蓄えた蒙古人風スタイルの巨漢ヒールとなって活躍。日本では「英国の流血王」なる異名が付けられた。

## 来歴
国際プロレス来日時のパンフレットでは、少年時代から喧嘩に明け暮れ、イギリス陸軍に入隊後も喧嘩で鍛えたパンチ力を活かしてボクシングの陸軍ミドル級チャンピオンになった、などとされている。除隊後は減量を嫌ってボクシングからプロレスに転向し、1960年に地元のヨークシャーでデビュー。その荒っぽい流血ファイトがプロモーターに敬遠され出場禁止処分になったこともあるものの、ジョージ・ハッケンシュミットを初代王者とするヨーロッパ版の世界ヘビー級選手権を1960年代に手中にした。
1969年2月、国際プロレスに初来日。開幕戦の葛飾大会では得意技のスタンディング・クラッチ・ホールドでグレート草津をギブアップさせ、シリーズ中には2回、デイブ・ラールと組んで豊登&サンダー杉山のTWWA世界タッグ王座にも挑戦した。同年下期からはイギリス連邦のカナダにも進出、12月にスチュ・ハート主宰のスタンピード・レスリングにおいて、日本でタッグを組んだデイブ・ラールを破りカルガリー版のNWAカナディアン・ヘビー級王座を獲得した。翌1970年はモントリオール地区に参戦し、12月にジョニー・ルージョーからインターナショナル・ヘビー級王座を奪取している。
1971年10月、国際プロレスに再来日。バロン・フォン・ラシクと凶悪コンビを結成して、10月27日に盛岡にて杉山&ラッシャー木村のIWA世界タッグ王座に挑戦した。シングルでは、10月26日に千厩にてストロング小林初の金網デスマッチの対戦相手を務め、11月12日には銚子にて木村とも金網デスマッチで対戦している。国際プロレスには1975年1月にも、「弟」と称するブッチャー・リンチ（ブライアン・メイソン）を帯同して参戦。1月7日の行田大会で木村&草津のIWA世界タッグ王座にブッチャーとのリンチ・ブラザーズで再挑戦する一方、2月2日に後楽園ホールにてマイティ井上が保持していたIWA世界ヘビー級王座に挑戦した。
以降もイギリスを拠点にヨーロッパ各地を主戦場としていたが、1978年4月6日のシュトゥットガルトにおけるローラン・ボックとの試合で脚を負傷してセミリタイア（リンチのラフ攻撃にボックが逆上したことが原因とされる。ボックは「強く印象に残るレスラー」として、ジョージ・ゴーディエンコ、アントニオ猪木、アンドレ・ザ・ジャイアントらに加え、リンチの名前を挙げている）。その後、1982年にレバノンのベイルートで一時復帰し、同地のヘビー級王者となった。
引退後はケントのアシュフォードにてレスリング・スクールを開校。また、映画やテレビで俳優としても活動し、『人類創世』などの作品に出演している。
2007年5月29日、死去。68歳没。晩年までアシュフォードに居住し、体調が悪化してからもプロレスラーのOB会などには必ず姿を見せていたという。

## 得意技
- スタンディング・クラッチ・ホールド
  - 座り込んだ相手の肩の上にまたがり、そのまま両手で相手の片足を掴んで引っ張り上げ、相手の首や脚にダメージを与える複合型サブミッション・ホールド。カール・ゴッチやミル・マスカラスも同様の技を使用していたことがある[15]。
- ボストン・クラブ
- ナックル・パンチ

## 獲得タイトル
- 世界ヘビー級王座（ヨーロッパ版）：1回[6]
- NWAカナディアン・ヘビー級王座（カルガリー版）：1回[8]
- IWAインターナショナル・ヘビー級王座（モントリオール版）：1回[9]